# Sewastopol (Schiff, 1899)
Die Sewastopol war das zweite von drei Vor-Dreadnought Linienschiffen der Petropawlowsk-Klasse der Kaiserlich Russischen Marine. Schwesterschiffe waren die Petropawlowsk und die Poltawa. Alle drei gingen im Russisch-Japanischen Krieg 1904–1905 verloren.

## Technik
Die Schiffe waren 112,5 m lang, 21,3 m breit und gingen 8,6 m tief, verdrängten 11.359 Tonnen und liefen bis zu 16,8 Knoten. Die Bewaffnung bestand aus vier 30,5-cm-Geschützen in zwei Doppeltürmen, zwölf 15,2-cm-Geschützen in vier Doppeltürmen und vier Einzellafetten, zehn 4,7-cm-Geschützen und 28 3,7-cm-Kanonen. Hinzu kamen sechs 45,7-cm-Torpedorohre (vier seitlich unter der Wasserlinie, Bug- und Heckrohr über Wasser). Die Besatzung zählte 662 Mann.

## Geschichte
Die Sewastopol (russ. Севастополь) wurde 1892 in der Putilowwerft in Sankt Petersburg auf Kiel gelegt, im Juni 1895 von Stapel gelassen und 1897 in Dienst gestellt. Sie diente in der russischen Pazifikflotte mit Heimathafen in Port Arthur und nahm am 10. August 1904 an der Seeschlacht im Gelben Meer teil, bei der es dem russischen 1. Pazifik-Geschwader unter Admiral Wilhelm Withöft nicht gelang, aus Port Arthur auszubrechen. Im Hafen von Port Arthur eingeschlossen, wurden die meisten russischen Schiffe im Verlauf der japanischen Belagerung nach und nach von schweren Landbatterien mit 28-cm-Haubitzen, die 217 kg schwere panzerbrechende Sprenggranaten verschossen, versenkt oder kampfunfähig geschossen. Das Linienschiff Poltawa sank am 5. Dezember 1904, gefolgt zwei Tage später von dem Linienschiff Retwisan und am 9. Dezember von den Linienschiffen Pobeda und Pereswet sowie zwei Kreuzern.
Die Sewastopol erhielt bei dem Bombardement fünf schwere Treffer, konnte sich aber schließlich aus dem Feuerbereich der japanischen Batterien retten. Daraufhin sandte Admiral Togo in den folgenden drei Wochen nacheinander sechs Wellen von Zerstörerangriffen gegen das letzte verbliebene russische Schlachtschiff in Port Arthur. Insgesamt 124 Torpedos wurden auf die Sewastopol abgeschossen, die zwar schwer beschädigt wurde, aber trotzdem teilweise kampfbereit blieb. Ihrer Gegenwehr erlagen zwei Zerstörer, die versenkt wurden, und sechs weitere wurden beschädigt.
Als Port Arthur am 2. Januar 1905 schließlich kapitulierte, ließ Kapitän Nikolai von Essen das schwer angeschlagene Schiff bei etwa 55 m Wassertiefe von der eigenen Besatzung durch Öffnen der Bodenventile versenken.